# 3-オキソ-5β-ステロイド-4-デヒドロゲナーゼ
3-オキソ-5β-ステロイド-4-デヒドロゲナーゼ（3-oxo-5β-steroid 4-dehydrogenase）は、ステロイドホルモン生合成酵素の一つで、次の化学反応を触媒する酸化還元酵素である。
3-オキソ-5β-ステロイド + 受容体 {\displaystyle \rightleftharpoons } 3-オキソ-δ4-ステロイド + 還元型受容体
反応式の通り、この酵素の基質は3-オキソ-5β-ステロイドと受容体、生成物は3-オキソ-δ4-ステロイドと還元型受容体である。
組織名は3-oxo-5beta-steroid:acceptor δ4-oxidoreductaseで、別名に3-oxo-5beta-steroid:(acceptor) δ4-oxidoreductaseがある。